# Francesco Loredan
Pour les articles homonymes, voir Loredan.
Francesco Loredan (Venise, 9 février 1685 – 19 mai 1762), est le 116e doge de Venise élu en 1752.

## Biographie
Francesco Loredan est le fils d'Andrea et de Caterina Grimani. Né dans une famille très riche, il se consacre plus au commerce qu'à la carrière publique, refusant continuellement les ambassades qui l'auraient portées loin de Venise. Il préfère être élu sage au conseil et à des charges mineures. D'une culture modeste et ayant peu d'expérience internationale, il ne bénéficie pas d'une grande considération. Il est célibataire.
Après la mort de Pietro Grimani, le doge – poète, de nombreux ouvrages satiriques et des opérettes comiques sur le personnage du doge sont créés faisant renoncer de nombreux prétendants à la charge suprême, on pense alors à lui afin de représenter la Sérénissime.

### Le dogat
Loredan est élu le 18 mars 1752 mais, en raison des fêtes de Pâques, il n'est prévenu que le 6 avril. Désormais le doge a perdu presque tous ses pouvoirs et Loredan s'adapte rapidement à cet état de fait. Un des points principaux de la politique interne est l'affrontement entre les conservateurs et les réformistes qui désirent des réformes importantes de la République.
Les groupes de pression conservateurs réussissent à bloquer leurs plans et les chefs des réformistes, parmi lesquels Angelo Querini, important adepte de la « philosophie des Lumières » vénitiens sont incarcérés ou exilés. Le doge, bien que pouvant prendre position en faveur des uns ou des autres, se montre totalement passif se limitant à appuyer par convenance le parti victorieux, perdant ainsi la possibilité de changer le sort de la République.
Peut-être que le petit développement économique qui se produit à partir de 1756 contribue-t-il à empêcher le développement des idées réformistes ? Ce développement est le résultat de la guerre de Sept Ans, qui permet aux marchands, grâce à la neutralité de le République de commercer sans concurrence. La défaite française permet même à Venise de reprendre la première place sur le marché des poivres d'Orient.
En matière de politique étrangère, il y a un litige avec la république de Raguse, et la poursuite de fortes tensions avec le Saint-Siège bien que la pape Clément XIII soit Vénitien. Clément XIII a honoré le doge de la rose d'or en 1759.
Le doge, désormais vieux et malade, est malade un an et meurt le 19 mai 1762. L'anxiété de certains nobles, parmi lesquels Marco Foscarini, qui espèrent sa mort pour pouvoir lui succéder est la preuve que Loredan n'est pas respecté et souvent tourné en dérision même en public.
L'inhumation a lieu dans le tombeau familial à basilique de San Zanipolo et les cérémonies officielles qui ont lieu le 25 mai, coutent à la République 13 674 ducats.

## Référence
- (it) Cet article est partiellement ou en totalité issu de l’article de Wikipédia en italien intitulé « Francesco Loredan » (voir la liste des auteurs).